# 均安控股
均安控股有限公司，簡稱均安控股（英語：Kwan On Holdings Limited，港交所：1559），在1975年，由黃宜通（主席）和林錦權，於香港（總部）成立「義年益建築工程有限公司」。於2016年1月,該公司市值大約為4億元。
業務香港在經營土木工程，包括水務工程、道路造橋等。
股份在2015年3月27日於港交所創業板上市，當時代碼為8305.HK。配售股份價格為0.3港元，配售股份數目為240,000,000股，集資額為2,670萬港元。
2016年8月15日（美食博覽最後1天閉幕時期），該公司由創業板轉為主板上市。
2019年9月24日，均安控股公布，於9月23日公司附屬與賣方訂立買賣協議，以代價2.36億披索(相等於約3,540萬港元)收購其目標公司全部已發行股本。公司指，其中一名賣方Dunfeng持有買方34%股權。因此，根據上市規則，Dunfeng為買方主要股東且為公司層面之關連人士。該目標公司擁有由兩幅相連土地組成，總面積約為3,312平方米，連同該處現有之所有改善工程。該兩幅土地各自位於菲律賓共和國馬尼拉市艾米塔第072區描籠涯669 PadreFaura街。目標土地為永久業權土地，供商業及住宅發展用途。

## 外部連結
- kwanonconstruction.com （页面存档备份，存于）